# 奥阿策奈姆
奥阿策奈姆（法語：Hohatzenheim，法語發音：[oatsənaim]）是法国下莱茵省的一个旧市镇，属于萨韦尔讷区。

## 地理
奥阿策奈姆（48°42'57"N, 7°36'54"E）面积2 平方千米，位于法国大東部大區下莱茵省，该省份为法国大陆部分最东部的省份，是阿尔萨斯的一部分，今与上莱茵省组成了阿尔萨斯欧洲集体，其南至上莱茵省，西南接孚日省和默尔特-摩泽尔省，西接摩泽尔省，北与德国接壤，东侧沿莱茵河与德国相望。
与奥阿策奈姆接壤的市镇（或旧市镇、城区）包括：京赛姆、古格奈姆、米特劳森、温格赛姆、温格赛姆-莱卡特尔邦。
奥阿策奈姆的时区为UTC+01:00、UTC+02:00（夏令时）。

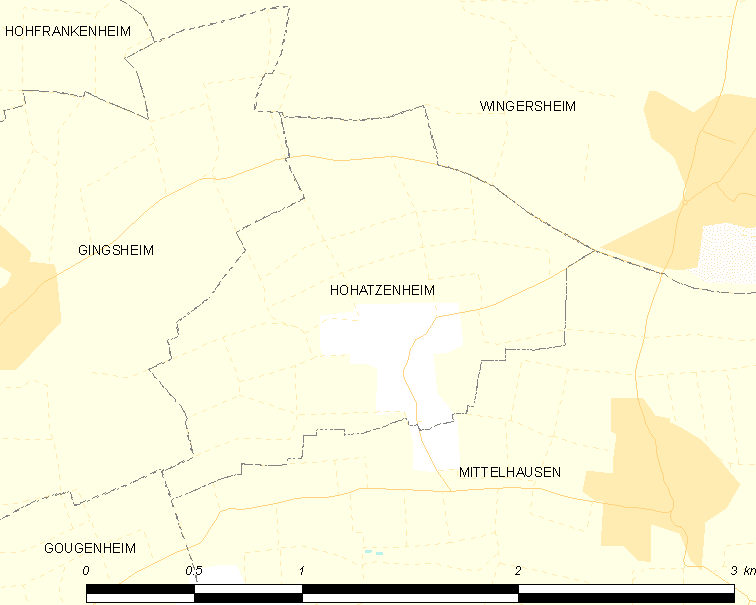
奥阿策奈姆的OSM定位图

## 行政
奥阿策奈姆的邮政编码为67170，INSEE市镇编码为67207。

## 政治
奥阿策奈姆所属的省级选区为布克斯维莱尔县。

## 人口

1962-2008年间奥阿策奈姆人口变化图示

奥阿策奈姆于2018年1月1日时的人口数量为238人。